# Фальшивомонетчики (фильм, 1910)
«Фальшивомонетчики» (фр. Les Faussaires, 1910) — французский серийный приключенческий фильм (кинороман), популярный во Франции в 1905—1915 годах, поставленный на студии Пате.

## Сюжет
Сыщику дают задание выследить шайку фальшивомонетчиков. Он хладнокровен и храбр. Даже в минуту опасности он не выпускает изо рта своей трубки. По законам жанра в фильме имеются погони, преследования, мрачные развалины, и таинственные подземелья с секретными люками. Когда преступники выслежены, их главарь кончает жизнь самоубийством, а бесстрашный сыщик, только пожимает плечами.

## Интересные факты
Для исполнения главной роли в этой серии Пате приглашает бывшего сыщика Леона Дюран.